# Figueroles (Walencja)
Figueroles – gmina w Hiszpanii, w prowincji Castellón, we wspólnocie autonomicznej Walencja, o powierzchni 12,09 km². W 2011 roku liczyła 574 mieszkańców.